# Bouquet (EP)
Bouquet – debiutancki minialbum amerykańskiego duetu muzycznego The Chainsmokers. Został wydany 23 października 2015 za pośrednictwem wytwórni Disruptor i Columbia Records. Na płycie znalazło się pięć utworów, wszystkie z nich wydane jako single. Album notowany był na listach przebojów w Stanach Zjednoczonych, gdzie zyskał status złotej płyty oraz w Kanadzie.
Oprócz standardowej wersji albumu została wydana wersja winylowa zawierająca dodatkowo remiks utworu „Roses” oraz edycja japońska zawierająca oryginalną wersję i remiks utworu „Don't Let Me Down”.

## Lista utworów
| Edycja standardowa | Edycja standardowa                                                          | Edycja standardowa                                                                                  | Edycja standardowa |
| Nr                 | Tytuł utworu                                                                | Tekst                                                                                               | Długość            |
| ------------------ | --------------------------------------------------------------------------- | --------------------------------------------------------------------------------------------------- | ------------------ |
| 1.                 | „Roses” (gościnnie Rozes)                                                   | Andrew Taggart, Elizabeth Mencel                                                                    | 3:46               |
| 2.                 | „New York City”                                                             | Taggart, Brittany Amaradio                                                                          | 3:50               |
| 3.                 | „Until You Were Gone” (The Chainsmokers & Tritonal, gościnnie Emily Warren) | Taggart, Emily Warren, Chad Cisneros, Dave Reed, Curtis Troy Austin, Jared Scharff, Andrew Williams | 3:37               |
| 4.                 | „Waterbed” (gościnnie Waterbed)                                             | Taggart, Chad Montermini, Cat Paternostro                                                           | 3:29               |
| 5.                 | „Good Intentions” (gościnnie BullySongs)                                    | Taggart, Andrew Bullimore, Jack McManus                                                             | 3:27               |
|                    |                                                                             | | 18:09              |

| Edycja winylowa | Edycja winylowa                                            | Edycja winylowa | Edycja winylowa |
| Nr              | Tytuł utworu                                               | Tekst           | Długość         |
| --------------- | ---------------------------------------------------------- | --------------- | --------------- |
| 1.              | „Roses” (gościnnie Rozes) (Telykast x Sokko & Lyons Remix) | Taggart, Mencel | 3:52            |

| Edycja japońska | Edycja japońska                                                | Edycja japońska               | Edycja japońska |
| Nr              | Tytuł utworu                                                   | Tekst                         | Długość         |
| --------------- | -------------------------------------------------------------- | ----------------------------- | --------------- |
| 1.              | „Don't Let Me Down” (gościnnie Daya)                           | Taggart, Warren, Scott Harris | 3:28            |
| 2.              | „Don't Let Me Down” (gościnnie Daya) (Hardwell & Sephyx Remix) | Taggart, Warren, Harris       | 2:42            |

## Notowania na listach przebojów
| Lista                                       | Najwyższa pozycja |
| ------------------------------------------- | ----------------- |
| Kanada (Canadian Albums Chart)              | 18                |
| Stany Zjednoczone (Billboard 200)           | 31                |
| Stany Zjednoczone (Dance/Electronic Albums) | 2                 |
| Stany Zjednoczone (Top Heatseekers Albums)  | 4                 |

## Certyfikaty
| Lista                    | Pozycja     | Sprzedaż |
| ------------------------ | ----------- | -------- |
| Stany Zjednoczone (RIAA) | złota płyta | 500 000  |